# Beetzseerinne

Beetzseerinne: Typischer Verlauf einer schmalen, langgestreckten, teilweise mäanderartigen glazialen Rinne

Die Beetzseerinne ist eine eiszeitliche glaziale Rinne im Westen des Landes Brandenburgs im Havelland. 

## Morphologie
Die Beetzseerinne entstand wie beispielsweise auch die nahegelegene Bohnenland-Görden-Rinne während der letzten, der Weichselkaltzeit, als Gletschereis aus nordöstlicher Richtung aus Skandinavien nach Mitteleuropa vordrang. Unter dem Gletschereis formten Schmelzwasserströme und Toteiskörper die Rinne aus. Die Länge der Beetzseerinne beträgt etwa 33 Kilometer. In ihr bildeten sich in der Folge mehrere Seebecken, die durch Rinnenschwellen unterbrochen sind. Die südlichsten drei Seebecken gehören zum namensgebenden Beetzsee. Weitere Seen im Verlauf sind der Riewendsee, der Klein Behnitzer See und der Groß Behnitzer See. Nördlich des Groß Behnitzer Sees gibt es noch einen kleinen, namenlosen See bei Sandkrug und einige langgestreckte Feuchtgebiete, die zur Rinne zu zählen sind. Letztlich verliert sie sich im Havelländischen Luch. Die für eine glaziale Rinne typischen lang gestreckten Seen entwässern nach Südwesten in die Havel. Ebenfalls typisch für glaziale Rinnen ist der streckenweise, gerade im zweiten Beetzseebecken ausgeprägte mäanderartige Verlauf. Über ihre Strecke ändert die Rinne mehrfach die grobe Ausrichtung. So verläuft sie vom Luch zunächst von Nordost nach Südwesten und dann über kurzen Weg mehr oder weniger nach Süden. Der Groß Behnitzer See ist wiederum in südwestliche Richtung ausgerichtet, der Klein Behnitzer See und der Riewendsee nach Süden und die beiden nördlichen Beetzseebecken wieder nach Südwesten. Das südliche Becken des Beetzsees hat abermals eine Nord-Süd-Achse. Beetzsee und Riewendsee gehören zur Stadt Brandenburg an der Havel, in der Rinne liegende Uferbereiche zum Landkreis Potsdam-Mittelmark und der Klein und Groß Behnitzer See und die Gebiete nördlich bis zum Havelländischen Luch zum Landkreis Havelland.